# Oleksandr Pavlovič Rodzjanko
Aleksandr Pavlović Rodzianko (ukr. Олекса́ндр Па́влович Родзя́нко)  je bio general i zapovjednik bjelogardejskog korpusa za vrijeme ruskog građanskog rata.
Često ga se miješalo s njegovim rođakom Mihailom Rodziankom, predsjedavajućim čovjekom zadnje prijerevolucijske ruske Dume.